# 證券交易所站
證券交易所站（法語：Bourse）是巴黎地鐵3號線的一個車站。證券交易所站開業於1904年10月19日，是拉雪茲神父站至維埃站區間的一部分，車站名稱來自於巴黎證券交易所。

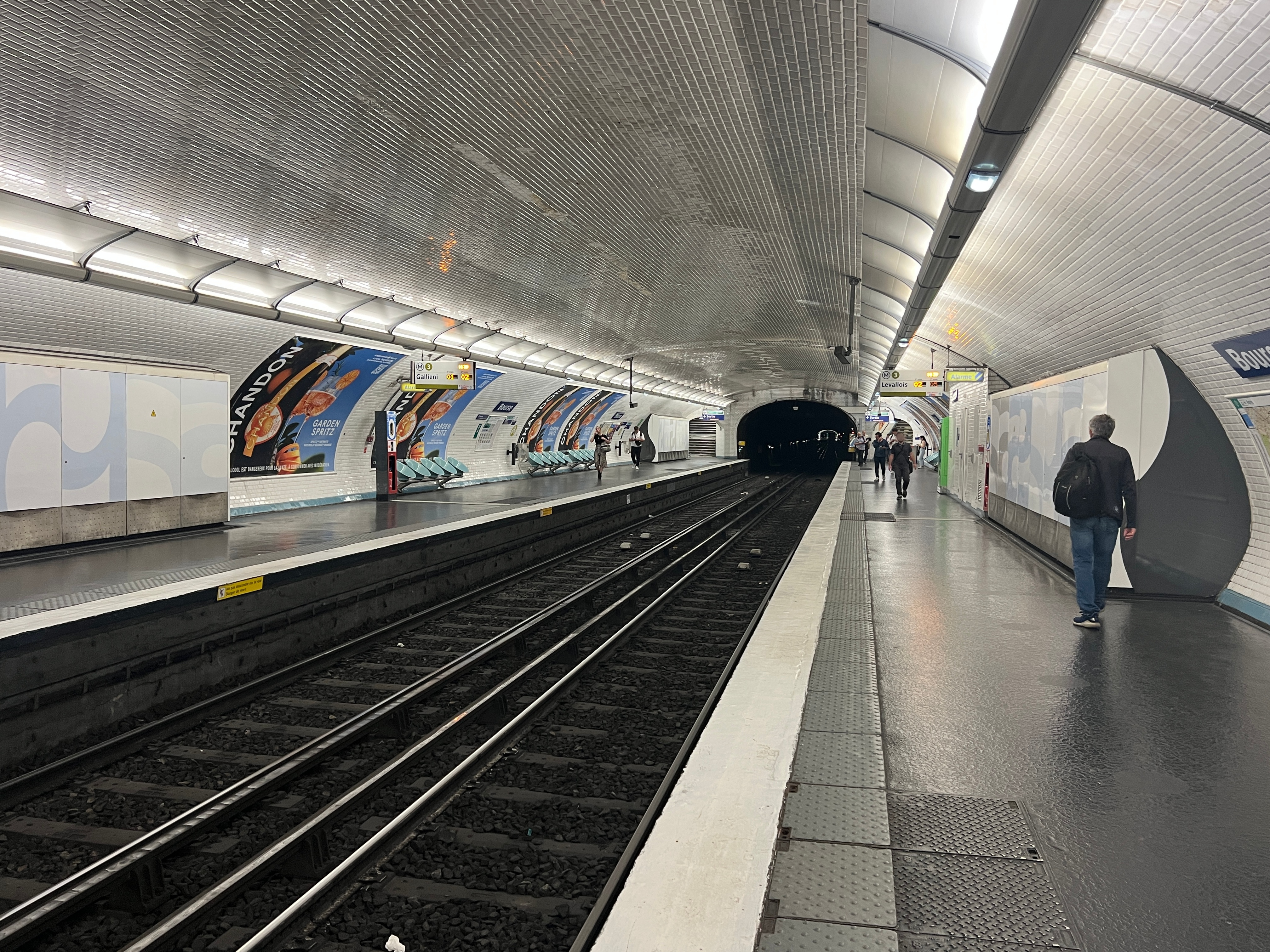
月台 (2022年6月)

## 車站構造
| 街道層    |                    |                               |
| B1        | 夾層               |                               |
| 3號線月台 | 側式月台，右側開門 | 側式月台，右側開門            |
| 3號線月台 | 西行               | 往勒瓦盧瓦橋-培根（九月四日） |
| 3號線月台 | 東行               | 往加列尼（小路）              |
| 3號線月台 | 側式月台，右側開門 |                               |